# Phyllodesma japonica
Espèce
Phyllodesma japonica est une espèce d'insectes lépidoptères (papillons) appartenant à la famille des Lasiocampidae.
- Répartition : de la Finlande au Japon.
- Envergure du mâle : 19 mm.
- Période de vol : de mars à juillet.
- Habitat : forêts.

## Source
- P.C. Rougeot, P. Viette, Guide des papillons nocturnes d'Europe et d'Afrique du Nord, Delachaux et Niestlé, Lausanne 1978.